# Matthew Hurt
Matthew Christopher "Matt" Hurt (Rochester, Minnesota; 20 de abril de 2000) es un baloncestista estadounidense que pertenece a la plantilla del Trapani Shark de la Lega Basket Serie A italiana. Con 2,06 metros de estatura, juega en la posición de ala-pívot.

## Trayectoria deportiva

### Universidad
Tras disputar en su etapa de instituto el prestigioso McDonald's All-American Game, jugó dos temporadas con los Blue Devils de la Universidad de Duke, en las que promedió 13,5 puntos, 4,8 rebotes y 1,1 asistencias por partido. Al término de su segunda temporada fue elegido jugador más mejorado de la Atlantic Coast Conference e incluido en el mejor quinteto de la conferencia, tras duplicar prácticamente sus estadísticas de la temporada anterior. Poco después anunció que se presentaba al Draft de la NBA, renunciando así al resto de su carrera universitaria.

#### Estadísticas
| Año     | Equipo | PJ | PT | MPP  | %TC  | %3P  | %TL  | RPP | APP | ROB | TPP | PPP  |
| ------- | ------ | -- | -- | ---- | ---- | ---- | ---- | --- | --- | --- | --- | ---- |
| 2019–20 | Duke   | 31 | 22 | 20.5 | .487 | .393 | .741 | 3.8 | .9  | .5  | .7  | 9.7  |
| 2020–21 | Duke   | 24 | 23 | 32.7 | .556 | .444 | .724 | 6.1 | 1.4 | .7  | .7  | 18.3 |
| Total   | Total  | 55 | 45 | 25.8 | .526 | .421 | .731 | 4.8 | 1.1 | .6  | .7  | 13.5 |

### Profesional
Después de no ser seleccionado en el draft de la NBA de 2021, firmó un contrato dual con los Houston Rockets el 13 de agosto de 2021, dividiendo el tiempo con su filial de la G League, los Rio Grande Valley Vipers. Sin embargo, fue despedido el 24 de septiembre, antes del comienzo de la pretemporada. El 14 de octubre firmó con los Memphis Grizzlies, pero fue despedido dos días después. El 23 de octubre firmó con su filial, los Memphis Hustle como jugador afiliado.
El 30 de septiembre de 2023, Hurt volvió a firmar con los Memphis Grizzlies, pero fue despedido el 16 de octubre. El 30 de octubre se reincorporó a los Hustle.
El 29 de enero de 2024 firmó un contrato de diez días con los Memphis Grizzlies, logrando por fin debutar ese mismo día con el primer equipo dos años y medio después, logrando diez puntos y dos rebotes en la derrota ante Sacramento Kings. Tras finalizar su contrato, regresó al filial.
El 29 de julio de 2024 firmó con los South East Melbourne Phoenix de la NBL Australia para la temporada 2024-25.
El 19 de julio de 2025 fichó por el Trapani Shark de la Lega Basket Serie A italiana.

### Selección nacional
Jugó  con la selección de baloncesto de Estados Unidos sub-18 en el Campeonato FIBA Américas Sub-18 de 2018, ayudando a su equipo a ganar la medalla de oro.

## Estadísticas de su carrera en la NBA

### Temporada regular
| Año     | Equipo  | PJ | PT | MPP  | %TC  | %3P  | %TL   | RPP | APP | ROB | TPP | PPP |
| ------- | ------- | -- | -- | ---- | ---- | ---- | ----- | --- | --- | --- | --- | --- |
| 2023-24 | Memphis | 8  | 0  | 14.2 | .353 | .250 | 1.000 | 2.0 | .5  | .4  | .4  | 4.0 |
| Total   | Total   | 8  | 0  | 14.2 | .353 | .250 | 1.000 | 2.0 | .5  | .4  | .4  | 4.0 |